# Сіль Землі (фільм, 2014)
«Сіль Землі» (фр. Le Sel de la Terre) — франко-бразильський документальний біографічний фільм 2014 року німецького кінорежисера та фотографа Віма Вендерса та бразильського режисера й сценариста Джуліану Рібейру Сальгаду про життя та творчість бразильського фотографа Себаштіана Сальгаду. В Україні фільм вийшов у прокат 25 червня 2015 року.

## Сюжет
Фільм розповідає про життєвий шлях легендарного бразильського фотографа Себаштіана Сальгаду, який протягом сорока років розповідав у своїх чорно-білих фотографіях про людей та природу на планеті Земля. У його роботах недавня історія: міжнародні конфлікти, голод, масові переселення, гонитва за золотом… У старшому віці Сальгаду фотографує незаймані території, дику фауну та флору, грандіозні ландшафти, людей та тварин у найвіддаленіших закутках Землі. Життя і творчість Себаштіана Сальгаду розкривається у фільмуванні його сина, Джуліано, який супроводжував його в останніх подорожах, і Віма Вендерса, також фотографа.

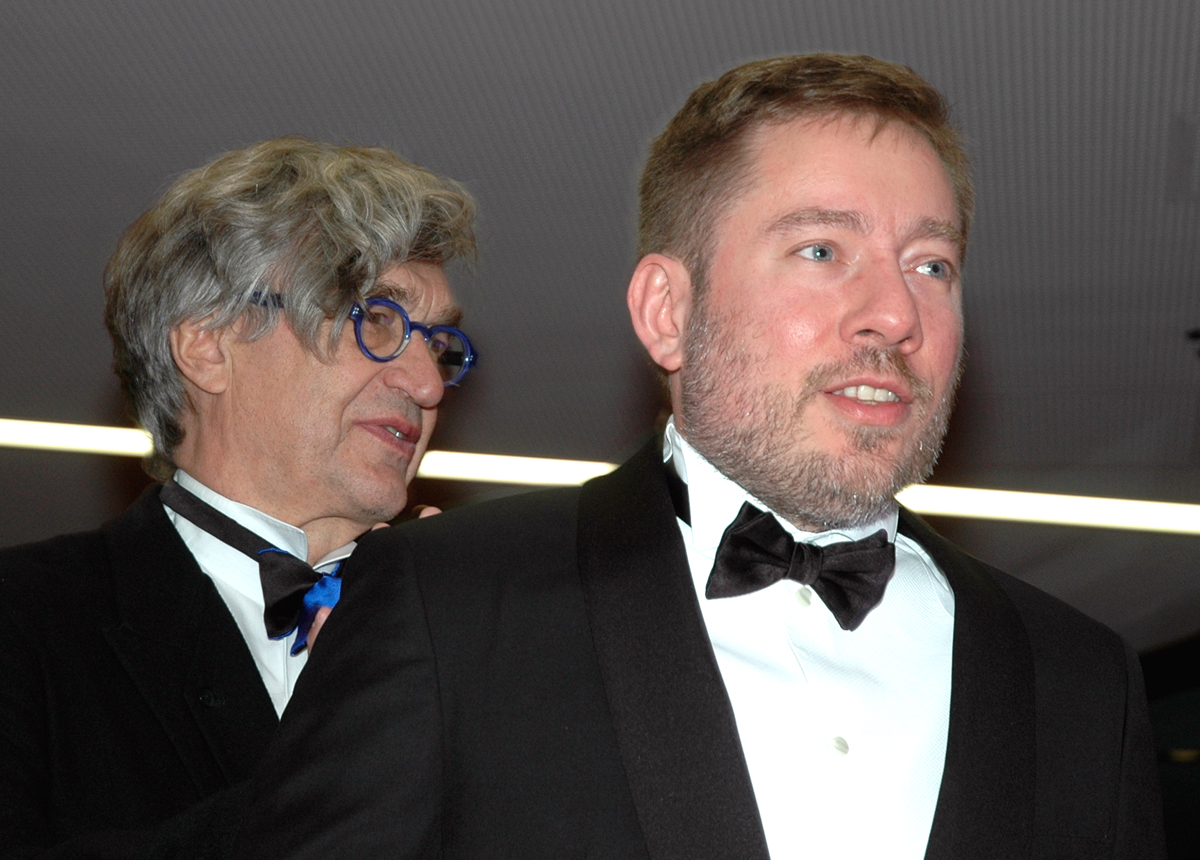
Джуліану Рібейру Сальгаду і Вім Вендерс на Мюнхенському кінофестивалі, 2014

## Навколо фільму
- Назва фільму походить з Біблії.

- Прізвище режисера та оператора Сальгадо (порт. Juliano Ribeiro Salgado) португальською означає «солоний».

## Нагороди
- 2014 Премія Каннського кінофестивалю:
  - особлива відзнака нагороди Франсуа Шале — Вім Вендерс, Джуліану Рібейру Сальгаду
  - особлива відзнака екуменічного журі — Вім Вендерс, Джуліану Рібейру Сальгаду
  - спеціальний приз «Особливого погляду» — Вім Вендерс, Джуліану Рібейру Сальгаду
- 2014 Нагорода Мюнхенського кінофестивалю:
  - приз «Одне майбутнє» — Вім Вендерс, Джуліану Рібейру Сальгаду
- 2015 Національна кінопремія Франції Сезар:
  - за найкращий документальний фільм — Вім Вендерс (режисер), Джуліану Рібейру Сальгаду (режисер), Давид Розьє (продюсер)